# Puaucho
Puaucho es un poblado y capital de la comuna de San Juan de la Costa, Provincia de Osorno, Región de Los Lagos, Chile.

## Servicios
En Puaucho se ubica el edificio del Municipio de San Juan de la Costa, la Biblioteca Municipal N°197, el centro de salud familiar (CESFAM), la escuela básica rural de Puaucho, el liceo politécnico Antulafkén, Juzgado de Policía Local, oficina de turismo, estadio municipal, entre otros.

## Turismo
En Puaucho se realiza anualmente la «Feria de Arte Huilliche», una muestra que reúne artesanía, gastronomía y música originaria.
En esta localidad no existen servicios de alojamiento registrados.

## Accesibilidad y transporte
A esta localidad se accede a través de la Ruta U-400 que une a la ciudad de Osorno con la localidad de Bahía Mansa. Puaucho está ubicada a 34 kilómetros al oeste de Osorno.